# Рамот-Нафтали
Рамот-Нафтали (ивр. רמות נפתלי‎) — мошав в Северном округе Израиля, входящий в региональный совет Мевоот-ха-Хермон. Основан в 1945 году, повторно заселён в 1963 году, население по состоянию на 2019 год 546 человек. Основа экономики — сельское хозяйство и индустрия туризма.

## География
Рамот-Нафтали расположен в холмах Нафтали на севере Израиля (так называемый «палец» или «ручка» Галилеи), недалеко от границы с Ливаном. Высота над уровнем моря — 460 м. Из мошава открывается вид на долину Хула и Голанские высоты.
Время езды до Кирьят-Шмоны — 15 минут, до Цфата — 25 минут.

## История
Рамот-Нафтали был основан в 1945 году в 4 км к востоку от границы подмандатной Палестины и Ливана и в 6 км к северо-западу от кибуца Хулата. Своё название поселение получило по месту расположения — одноимённой гряде холмов, исторически входившей в надел колена Нафтали. Его первыми жителями стали члены рабочего отряда, направленными охранять земли, приобретённые еврейскими поселенческими организациями. Через несколько месяцев первую группу поселенцев в основном сменили евреи, демобилизованные из британской армии. Эти поселенцы входили в так называемые отряды Уингейта и название поселения было временно изменено на Емин-Орд.
В середине апреля 1948 года, незадолго до завершения срока действия британского мандата в Палестине, британские войска передали арабам расположенный в 2 км севернее Рамот-Нафтали полицейский форт Неби-Юша. Создалась ситуация, когда арабы, занимавшие форт и окрестные деревни, контролировали дорогу, соединявшую долину Хула с еврейскими поселениями в горных районах; эти поселения оказались блркированы. Две атаки еврейских сил на форт во второй декаде апреля были отбиты, и 23 апреля из Рамот-Нафтали были эвакуированы женщины и дети. Их место заняли 25 бойцов из 11-го батальона «Пальмаха» — это количество примерно соответствовало количеству остававшихся в мошаве местных жителей.
Ночью на 1 мая 1948 года Рамот-Нафтали был атакован арабскими силами при поддержке шести пушечных бронеавтомобилей и полевой артиллерии. При артобстреле погибли пятеро защитников мошава, ещё 25 получили раненияй. Заканчивавшиеся боеприпасы и медикаменты удалось восполнить благодаря лёгкой авиации еврейского ишува: самолёты сбросили на парашютах эти грузы защитникам мошава, а затем с помощью самодельных бомб, сбрасываемых вручную, заставили прекратить огонь артиллерийскую батарею. К вечеру арабские части возвратились в Неби-Юшу, потеряв 12 человек убитыми. Командующий еврейскими силами в Галилее Игаль Алон отказался выделить дополнительные силы для защиты мошава, считая, что добьётся снятия осады Рамот-Нафтали и других пограничных поселений наступательными действиями в районе Цфата. Подкрепление пришло только 5 мая.
14 мая, накануне завершения действия британского мандата, вблизи мошава появились значительные арабские силы. Попытка еврейских войск перехватить инициативу у Маликии оказалась неудачной, и Рамот-Нафтали подвергся атакам ВВС Сирии и артобстрелу со стороны Маликии. Лишь 17 мая, после захвата Неби-Юши, двухмесячная осада поселения была снята. Ещё одна атака на Рамот-Нафтали была предпринята 12 июня. Её удалось отбить ценой 10 погибших и 12 раненых. Артиллерийские обстрелы прекратились только в конце октября, после успешного завершения операции «Хирам». Женщины и дети возвратились в Рамот-Нафтали в феврале 1949 года.
По завершении Войны за независимость Израиля большинство поселенцев первого состава покинули Рамот-Нафтали, их место заняли новые репатрианты. В 1950-е годы мошав пострадал от тяжёлого экономического кризиса и снова был оставлен большинством жителей. К 1961 году в нём осталась одна семья. В 1963 году состоялось новое заселение Рамот-Нафтали, при этом мошав переместился восточнее первоначального места расположения. В числе новых поселенцев были жители других мошавов Галилеи и сельскохозяйственные инструкторы Еврейского агентства.

## Население
По данным Центрального статистического бюро Израиля, население на начало 2020 года составляло 546 человек. По данным переписи населения 2008 года, в мошаве проживали около 0,5 тысячи человек, из которых треть переехала в него в течение 5 лет, предшествовавших переписи. Медианный возраст составлял 34 года; треть населения составляли дети и подростки в возрасте до 17 лет включительно, 12 % — жители пенсионного возраста (65 лет и старше).
Около 80 % жителей Рамот-Нафтали на 2008 год были уроженцами Израиля, 2/3 из числа жителей-репатриантов прибыли в страну к 1960 году. Почти 70 % жителей в возрасте 15 лет и старше в 2008 году состояли в браке. На замужнюю женщину в среднем приходилось 2,4 ребёнка, средний размер домохозяйства — 3,4 человека. Четверть населения в возрасте 15 лет и старше имела высшее образование.

## Экономика
Основу экономики мошава составляет сельское хозяйство. Среди его отраслей — птицеводство, садоводство и виноградарство. В Рамот-Нафтали действуют несколько небольших винодельческих бутиков (один из них, «Екев Рамот Нафтали», в 2021 году на конкурсе «Терравино» признан лучшей винодельней в Израиле с объёмом производства от 10 до 100 тысяч бутылок, а произведённое на нём каберне-совиньон урожая 2007 года завоевало на этом же конкурсе гран-при среди израильских вин). Помимо виноделен, индустрия туризма представлена сдачей комнат на съём (система Bed and breakfast).
По состоянию на 2008 год занятость среди трудоспособного населения Рамот-Нафтали приближалась к 100 %. Около 2/3 трудоспособного населения составляли наёмные работники; большинство жителей были заняты на работах за пределами мошава, в близлежащих промышленных и торговых центрах, включая Цфат, Кирьят-Шмону, Тель-Хай, промзоны Дальтон (под Цфатом), ЦАХАР (под Рош-Пиной) и Хацор-ха-Глилит.
В 2008 году в большинстве единиц жилья в мошаве было 3—4 комнаты, средняя плотность заселения — 0,9 человека на комнату. Почти в 90 % домохозяйств имелся персональный компьютер, более чем в 90 % — автомобиль (в 2/3 домохозяйств — два и больше). В среднем на домохозяйство приходилось 2,6 сотовых телефона.